# Barbara Frischmuth
Barbara Frischmuth, född 5 juli 1941 i Altaussee, Steiermark, död 30 mars 2025 i Altaussee, var en österrikisk författare.
Frischmuth studerade turkiska och ungerska och blev 1962 medlem i den österrikiska gruppen författare som kallade sig Forum Stadtpark. Sedan 1967 levde hon på sitt författarskap.